# Prime number game
Prime number game(プライムナンバーゲーム)または素数ゲーム（そすうゲーム）とは、複数人で行うトランプゲームのひとつ。大阪のローカルトランプゲーム。

## 遊び方
ジョーカーを加えた53枚のカードを使用する。2人以上からプレイできるが、3,4人でのプレイが好ましい。
1. プレイヤーに7枚ずつカードを伏せたまま配る。
2. プレイヤーは各々手札を確認して、プレイヤー同士でじゃんけんをする。
3. じゃんけんに勝利した人は山札（カードを配った後に残っているカード）の上から1枚カードを場に出す。基本的に、そのカードに書かれている数字の倍数となるカード（1を除く）をプレイヤーは場に捨てる。さらにプレイヤーは持っているカードの数字の和で、初めに場に出たカードの数字となればそのカードを捨てることが可能である。そして初めに場に出たカードの数が素数ならば素数の数字のカードを持っているプレイヤーは場に全ての素数カードを捨てる。例外として初めに出たカードが1の場合は1しか捨てることができない。ジョーカーのカードは自分の持っているカード1枚といつでも捨てることができる。ジョーカーが初めに場に出た場合そのターンは流れる。
4. カードを捨てれなかったプレイヤーは山札からカードを1枚ドローする。
5. 上記の3,4を繰り返して手札がなくなったプレイヤーから順に勝ち抜け。
6. 山札がなくなった場合は引き分けとなる。